# Дневник Шоњавка
Дневник Шоњавка (енгл. Diary of a Wimpy Kid) серијал је књига Џефа Кинија. Ради се о дечаку Грегорију Хефлију који стално упада у невоље. Надимак му је Грег. Грег је просечан дечак, који воли да чита стрипове Гаћокрадица. Симпатија му се зове Холи Хилс. Има два брата Родрика и Менија. Родрик Хефли је његов старији брат који му увек смишља неке смицалице, води рок групу. Мени је његов млађи брат који је љубимац родитеља, те увек има неке привилегије. Грегов најбољи друг је Роли Џеферсон. На енглеском језику постоји 19 делова, док је на српски језик преведено 18. Овај серијал је одушевио многе младе читаоце. Достигао је невероватну популарност.

## Наслови који су преведени на српски језик
1. Дневник Шоњавка
2. Родрикова правила
3. Последња сламка
4. Пасји дани
5. Ружна истина
6. Празнична грозница
7. Лево сметало
8. Лоша срећа
9. Дуго путовање
10. Стара школа
11. Из грешке у грешку
12. Бекство
13. Отапање
14. Кугла за рушење
15. Ризичан подухват
16. Пун погодак
17. Потпуна пелена
18. Ништа лакше